# Carter (serie televisiva)
Carter è una serie televisiva canadese creata da Garry Campbell e trasmessa dal 15 maggio 2018 su CTV Drama Channel.

## Trama
Harley Carter, è una star canadese di una serie poliziesca televisiva americana di successo che torna nella sua città natale per ripensare alla sua vita dopo aver avuto un crollo pubblico sul tappeto rosso a uno spettacolo di premiazione, ma scopre che i suoi vecchi amici e i vicini non possono più separarlo dal suo personaggio televisivo e continuano a chiedergli di indagare su casi reali.

## Episodi
| Stagione         | Episodi | Prima TV Canada | Prima TV Italia |
| ---------------- | ------- | --------------- | --------------- |
| Prima stagione   | 10      | 2018            | 2021            |
| Seconda stagione | 10      | 2019            | 2022            |

## Personaggi e interpreti

### Principali
- Harley Carter (stagione 1-2), interpretato da Jerry O'Connell.
- Detective Sam Shaw (stagione 1-2), interpretata da Sydney Tamiia Poitier.
- Dave Leigh (stagioni 1-2), interpretato da Kristian Bruun.
- Dot Yasuda (stagione 1-2), interpretata da Brenda Kamino.
- Joyce Boyle (stagione 2), interpretato da Lyriq Bent.

### Ricorrenti
- Koji Yasuda (ricorrente stagione 1), interpretato da Denis Akiyama.
- Vijay Gill (ricorrente stagione 1, guest star stagione 2), interpretato da Varun Saranga.
- Wes Holm (ricorrente stagione 1-2), interpretato da Matt Baram.
- Delilah Halsey (ricorrente stagione 2), interpretata da Naomi Snieckus.
- Rafalski (ricorrente stagione 1-2), interpretato da Chris Farquhar.
- Nicole (ricorrente stagione 1), interpretata da Joanne Boland.
- Capitano Pershing (ricorrente stagione 1), interpretato da John Bourgeios.

## Distribuzione
In Canada, la serie ha debuttato il 15 maggio 2018 su CTV Drama Channel. Nel gennaio 2019, la serie venne rinnovata per una seconda stagione.
Nel giugno 2018 WGN America ha acquistato i diritti di trasmissione per gli Stati Uniti.
In Italia è trasmessa su Sky Investigation dal 21 settembre 2021.